# Creney-près-Troyes
Creney-près-Troyes és un municipi francès situat al departament de l'Aube i a la regió del Gran Est. L'any 2007 tenia 1.546 habitants.

## Demografia

### Població
El 2007 la població de fet de Creney-près-Troyes era de 1.546 persones. Hi havia 628 famílies de les quals 113 eren unipersonals (43 homes vivint sols i 70 dones vivint soles), 285 parelles sense fills, 203 parelles amb fills i 27 famílies monoparentals amb fills.
La població ha evolucionat segons el següent gràfic:
Habitants censats

### Habitatges
El 2007 hi havia 665 habitatges, 637 eren l'habitatge principal de la família, 7 eren segones residències i 21 estaven desocupats. 638 eren cases i 24 eren apartaments. Dels 637 habitatges principals, 539 estaven ocupats pels seus propietaris, 86 estaven llogats i ocupats pels llogaters i 13 estaven cedits a títol gratuït; 4 tenien una cambra, 8 en tenien dues, 82 en tenien tres, 195 en tenien quatre i 349 en tenien cinc o més. 567 habitatges disposaven pel capbaix d'una plaça de pàrquing. A 233 habitatges hi havia un automòbil i a 366 n'hi havia dos o més.

### Piràmide de població
La piràmide de població per edats i sexe el 2009 era:
| Homes | Edats   | Dones |
| ----- | ------- | ----- |
| 4     | 95 o +  | 0     |
| 4     | 90 a 94 | 0     |
| 8     | 85 a 89 | 12    |
| 8     | 80 a 84 | 0     |
| 28    | 75 a 79 | 20    |
| 36    | 70 a 74 | 36    |
| 40    | 65 a 69 | 36    |
| 40    | 60 a 64 | 36    |
| 52    | 55 a 59 | 56    |
| 56    | 50 a 54 | 76    |
| 56    | 45 a 49 | 44    |
| 56    | 40 a 44 | 60    |
| 48    | 35 a 39 | 72    |
| 44    | 30 a 34 | 40    |
| 56    | 25 a 29 | 16    |
| 32    | 20 a 24 | 36    |
| 52    | 15 a 19 | 40    |
| 44    | 10 a 14 | 48    |
| 32    | 5 a 9   | 44    |
| 24    | 0 a 4   | 28    |

## Economia
El 2007 la població en edat de treballar era de 985 persones, 693 eren actives i 292 eren inactives. De les 693 persones actives 654 estaven ocupades (340 homes i 314 dones) i 39 estaven aturades (16 homes i 23 dones). De les 292 persones inactives 168 estaven jubilades, 69 estaven estudiant i 55 estaven classificades com a «altres inactius».

### Ingressos
El 2009 a Creney-près-Troyes hi havia 648 unitats fiscals que integraven 1.621 persones, la mediana anual d'ingressos fiscals per persona era de 21.055 €.

### Activitats econòmiques
Dels 85 establiments que hi havia el 2007, 5 eren d'empreses extractives, 1 d'una empresa alimentària, 1 d'una empresa de fabricació de material elèctric, 11 d'empreses de fabricació d'altres productes industrials, 15 d'empreses de construcció, 18 d'empreses de comerç i reparació d'automòbils, 4 d'empreses de transport, 5 d'empreses d'hostatgeria i restauració, 5 d'empreses financeres, 9 d'empreses de serveis, 6 d'entitats de l'administració pública i 5 d'empreses classificades com a «altres activitats de serveis».
Dels 24 establiments de servei als particulars que hi havia el 2009, 4 eren tallers de reparació d'automòbils i de material agrícola, 1 taller d'inspecció tècnica de vehicles, 3 guixaires pintors, 3 fusteries, 4 lampisteries, 3 electricistes, 1 empresa de construcció, 2 perruqueries, 2 restaurants i 1 saló de bellesa.
Dels 5 establiments comercials que hi havia el 2009, 1 era un hipermercat, 1 una botiga de menys de 120 m², 1 una llibreria, 1 una perfumeria i 1 una joieria.
L'any 2000 a Creney-près-Troyes hi havia 18 explotacions agrícoles que ocupaven un total de 1.834 hectàrees.

## Equipaments sanitaris i escolars
L'únic equipament sanitari que hi havia el 2009 era una farmàcia.
El 2009 hi havia 1 escola maternal i 1 escola elemental.

## Poblacions més properes
El següent diagrama mostra les poblacions més properes.